# Citroën C35
Pour les articles homonymes, voir C 35.
Le Citroën C35 est un véhicule utilitaire de 3,5 tonnes de PTAC (comme son nom l'indique) commercialisé entre mars 1974 et 1991, fruit d’une première coopération entre les constructeurs Citroën et Fiat.

## Présentation
En France, le C35 concurrence principalement le Peugeot J7 et le Renault Master I. Il est aussi proposé durant les premières années dans une version C32 (PTAC de 3,2 tonnes).
Héritage d'une alliance dans le domaine des véhicules particuliers, la coopération technique entre Fiat et Citroën dans le secteur des utilitaires, il est le précurseur des futurs accords qui donneront naissance à la société Sevel qui produira en Italie, à partir de 1981, le Fiat Ducato et ses clônes, les Citroën C25/Peugeot J5 puis les Citroën Jumper/Relay /Peugeot Boxer/Manager. Plus tard, une autre société Sevel Nord sera créée en France pour produire les fourgons légers Citroën Jumpy/Dispatch, Peugeot Expert et Fiat Scudo.
Comme l'original italien, le Fiat 242, le C35 possède une carrosserie moderne et stylisée avec une grande surface vitrée, l'ensemble contrastant nettement par rapport à l'ancienneté du Type H. Il est d'ailleurs le premier utilitaire à être équipé d'un pare-chocs avant de type bouclier.
Fruit d'une conception commune Fiat-Citroën, le C35 est particulièrement moderne à sa sortie et se démarque de la concurrence par une suspension à quatre roues indépendantes par barres de torsion (comme le Type H) et 4 freins à disques (à l'instar des automobiles GS et CX) commandés par haute pression, chaque étrier est à double piston. Le frein à main agit sur un 5e disque situé à l’arrière de la boîte de vitesses et solidaire de l’arbre secondaire (solution employée à l’époque, notamment, sur certains poids lourds). La direction est à crémaillère et ne recevra jamais d’assistance. Certains ont reçu des barres antiroulis.
Contrairement au Type H, tous les moteurs, essence (type B20/614) comme Diesel (type B22/615 puis B25/637), sont des moteurs Citroën. Moteur et boîte de vitesses sont dérivés du groupe motopropulseur de la gamme D (DS Dspécial, Dsuper), le moteur tourne dans le même sens (anti-horaire vu côté distribution) mais, étant ici placé en porte-à-faux avant, la boîte de vitesses est équipée de réducteurs qui inversent le sens de rotation des transmissions qui entraînent les roues avant, Ces moteurs B tournent donc en sens inverse par rapport aux moteurs M de la CX et aux moteurs Diesel U des C25/J5. Comme voulu par Fiat, les moteurs sont montés transversalement à l'avant.
La distribution se fait par chaîne sur le bloc essence et par cascade de pignons sur les Diesel, cette dernière sera conservée jusqu'en fin de production, contrairement aux moteurs M et U.
La version essence du Fiat 242 reçoit, quant à elle, un moteur Fiat.
De nombreuses variantes de carrosserie et transformations sont possibles : fourgon, pick-up bâché, minibus, ramassage scolaire, camping-car, ambulance, bétaillère, van (Theault et Heuliez), dépanneuse « Rhodes Industrie » à six roues.
L'utilitaire Citroën connaîtra quelques problèmes de rouille précoce sur les parties de la carrosserie les plus exposées, comme bon nombre de véhicules de cette époque.

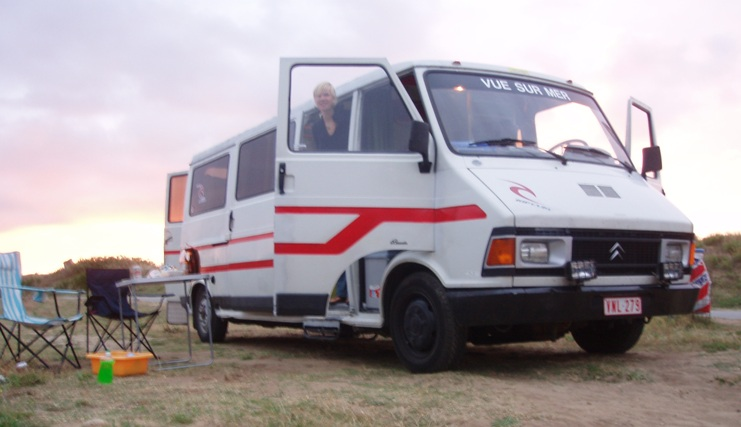
Citroën C35 L

En 1980, le C35 devient C35 L en recevant un moteur Diesel 2,5 litres, des clignotants avant débordants, des protections latérales et un feu de recul. Pour le millésime 1984 (été 83), le C35 R s'équipe d'un nouveau tableau de bord.
En Italie, la fabrication s'arrête en 1987. Citroën négocie alors avec Fiat les droits de production et de fourniture des composants pour transférer la ligne de montage chez les établissements Chausson en France où le C35 y sera assemblé jusqu'en 1991.
Malheureusement, le C35 n'a pas reçu un moteur turbodiesel comme ce fut le cas des C25/J5 à partir du millésime 1988, le freinage et la tenue de route du C35 étant particulièrement intéressants. La raison se trouve peut-être dans le fait que son moteur B ne dérivant pas du moteur M de la CX, contrairement au moteur U des C25/J5, ceci impliquait de créer un nouveau bloc B très renforcé et de nombreuses nouvelles pièces adaptées auraient également été nécessaires, choses peu envisageables pour un véhicule en fin de carrière, avec de faibles volumes de ventes prévisibles.
Le C35 sera, dans un premier temps, remplacé par les versions lourdes du Ducato/C25 puis, à partir de 1994, par le Citroën Jumper.

## Références

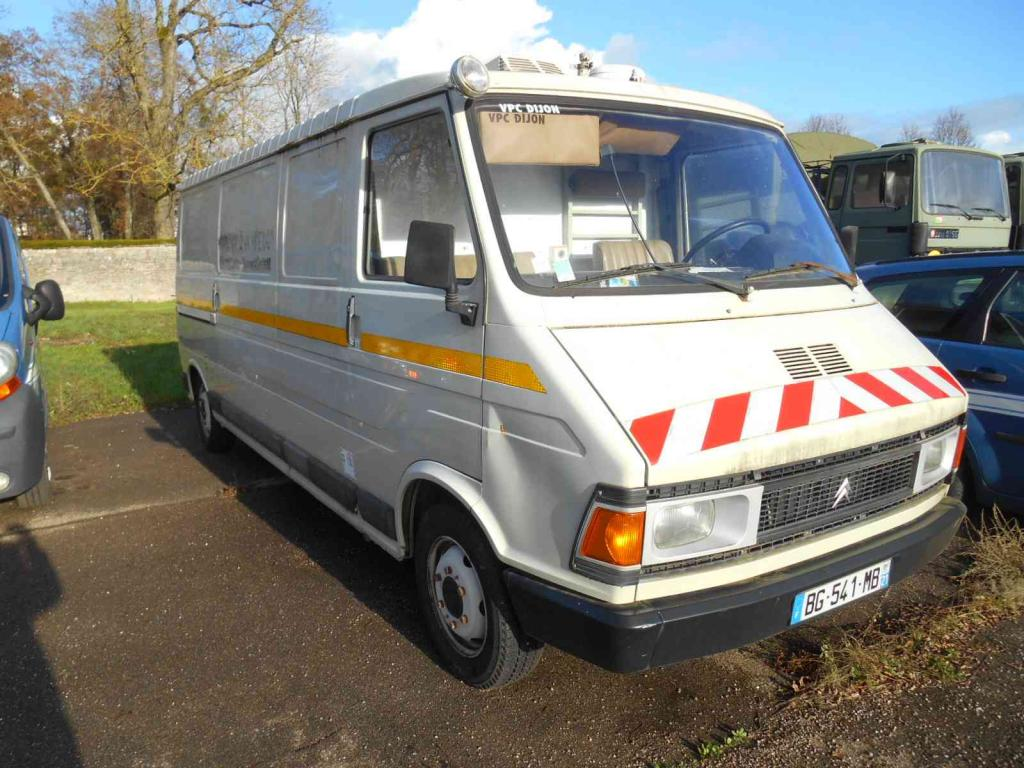
C35 de 1982 ex-VPC Sapeurs Pompiers Dijon

## Bibliographie

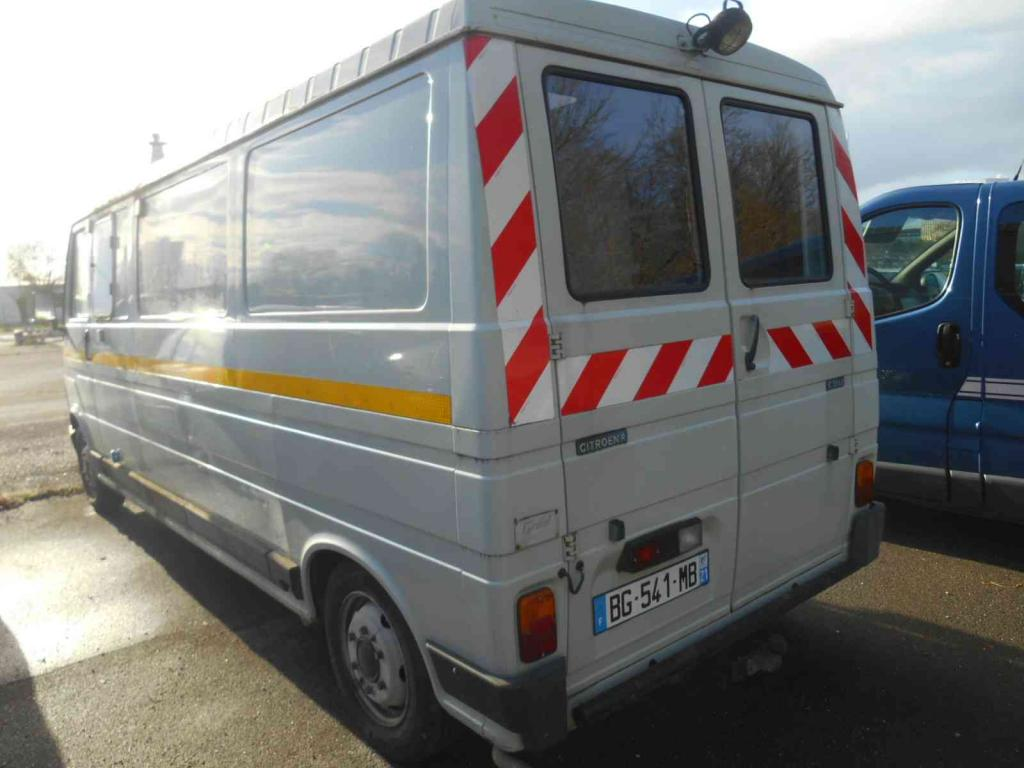
Arrière du C35 de 1982